# Svay Chek
Svay Chek es uno de los ocho distritos que forman la provincia camboyana de Banteay Mean Chey, con una población estimada en marzo de 2008 de 55 596 habitantes. Está dividido en las siguientes  comunas (khum), que se muestran asimismo con población estimada de 2008:
- Phkoam 9,276
- Roluos 3,420
- Sarongk 4,354
- Sla Kram 9,735
- Svay Chek 8,985
- Ta Baen 3,287
- Ta Phou 6,829
- Treas 9,710[1]